# Desa Sumberbening (administrativ by i Indonesien, lat -8,35, long 112,53)
Desa Sumberbening är en administrativ by i Indonesien.   Den ligger i provinsen Jawa Timur, i den västra delen av landet, 700 km öster om huvudstaden Jakarta.